# 巴尔赞
巴尔赞（法語：Barzun，法語發音：[baʁzœ̃]）是法国大西洋比利牛斯省的一个市镇，属于波城区。

## 地理
巴尔赞（43°12'50"N, 0°7'45"W）面积8.19 平方千米，位于法国新阿基坦大区大西洋比利牛斯省，该省份为法国东南部省份，涵盖了贝阿恩与北巴斯克，西临大西洋比斯開灣，北至朗德省，东北接热尔省，东临上比利牛斯省，南与西班牙接壤。
与巴尔赞接壤的市镇（或旧市镇、城区）包括：贝内雅克、利夫龙、蓬塔克。

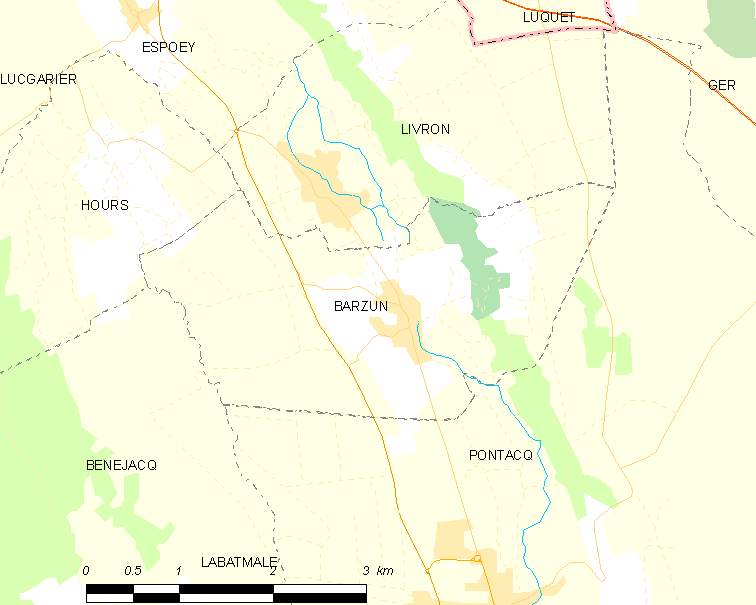
巴尔赞的OSM定位图

巴尔赞的时区为UTC+01:00、UTC+02:00（夏令时）。

## 行政
巴尔赞的邮政编码为64530，INSEE市镇编码为64097。

## 政治
巴尔赞所属的省级选区为乌斯河与拉关河河谷县。

## 人口

1962-2008年间巴尔赞人口变化图示

巴尔赞于2022年1月1日时的人口数量为627人。